# Diócesis de Juticalpa
La diócesis de Juticalpa (en latín: Dioecesis Iuticalpensis) es una circunscripción eclesiástica de la Iglesia católica en Honduras. Se trata de una diócesis latina, sufragánea de la arquidiócesis de Tegucigalpa. Desde el 2 de febrero de 2012 su obispo es José Bonello, de la Orden de Frailes Menores.

## Territorio y organización
La diócesis tiene 23 905 km² y extiende su jurisdicción sobre los fieles católicos de rito latino residentes en el departamento de Olancho.
La sede de la diócesis se encuentra en la ciudad de Juticalpa, en donde se halla la Catedral de la Inmaculada Concepción.
En 2021 en la diócesis existían 14 parroquias.

## Historia
La prelatura territorial de la Inmaculada Concepción de la Virgen María de Olancho fue erigida el 6 de marzo de 1949 obteniendo el territorio de la arquidiócesis de Tegucigalpa.
El 31 de octubre de 1987 la prelatura territorial fue elevada a diócesis con la bula Universae Dei del papa Juan Pablo II.

## Estadísticas
Según el Anuario Pontificio 2022 la diócesis tenía a fines de 2021 un total de 494 870 fieles bautizados.
| Año                                                                             | Población            | Población | Población      | Sacerdotes | Sacerdotes    | Sacerdotes    | Bautizados por sacerdote | Diáconos permanentes | Religiosos | Religiosos | Parroquias |
| Año                                                                             | Bautizados católicos | Total     | % de católicos | Total      | Clero secular | Clero regular | Bautizados por sacerdote | Diáconos permanentes | Varones    | Mujeres    | Parroquias |
| ------------------------------------------------------------------------------- | -------------------- | --------- | -------------- | ---------- | ------------- | ------------- | ------------------------ | -------------------- | ---------- | ---------- | ---------- |
| 1949                                                                            | ?                    | 68 133    | ?              | 10         |               | 10            | ?                        |                      |            |            | 5          |
| 1966                                                                            | 110 000              | 125 000   | 88.0           | 9          |               | 9             | 12 222                   |                      | 9          | 6          | 7          |
| 1970                                                                            | 139 540              | 140       | 99.6           | 2          | 2             |               | 69 770                   |                      |            |            | 7          |
| 1976                                                                            | 149 700              | 152 741   | 98.0           | 15         | 11            | 4             | 9980                     |                      | 4          | 10         | 8          |
| 1990                                                                            | 270 200              | 282 550   | 95.6           | 14         | 3             | 11            | 19 300                   |                      | 15         | 24         | 9          |
| 1999                                                                            | 397 929              | 427 103   | 93.2           | 21         | 9             | 12            | 18 949                   |                      | 16         | 32         | 12         |
| 2000                                                                            | 408 227              | 443 263   | 92.1           | 18         | 8             | 10            | 22 679                   |                      | 14         | 32         | 12         |
| 2001                                                                            | 421 753              | 457 890   | 92.1           | 19         | 7             | 12            | 22 197                   |                      | 16         | 29         | 12         |
| 2002                                                                            | 433 190              | 471 202   | 91.9           | 22         | 11            | 11            | 19 690                   |                      | 15         | 31         | 11         |
| 2003                                                                            | 466 493              | 509 557   | 91.5           | 19         | 11            | 8             | 24 552                   |                      | 10         | 37         | 13         |
| 2004                                                                            | 471 926              | 519 036   | 90.9           | 18         | 10            | 8             | 26 218                   |                      | 10         | 41         | 13         |
| 2006                                                                            | 491 201              | 546 129   | 89.9           | 21         | 11            | 10            | 23 390                   |                      | 11         | 34         | 13         |
| 2013                                                                            | 578 000              | 630 000   | 91.7           | 22         | 14            | 8             | 26 272                   |                      | 10         | 47         | 14         |
| 2016                                                                            | 526 000              | 573 854   | 91.7           | 28         | 17            | 11            | 18 785                   |                      | 12         | 32         | 14         |
| 2019                                                                            | 554 000              | 608 000   | 91.1           | 29         | 14            | 15            | 19 103                   |                      | 15         | 48         | 13         |
| 2021                                                                            | 494 870              | 576 345   | 85.9           | 31         | 16            | 15            | 15 963                   |                      | 15         | 36         | 14         |
| Fuente: Catholic-Hierarchy, que a su vez toma los datos del Anuario Pontificio. |                      |           |                |            |               |               |                          |                      |            |            |            |

## Episcopologio
- Sede vacante (1949-1954)

- Bernardino Nicola Mazzarella, O.F.M. † (22 de noviembre de 1954-13 de marzo de 1963 nombrado obispo de Comayagua)
- Nicholas D'Antonio Salza, O.F.M. † (28 de diciembre de 1963-6 de agosto de 1977 renunció)
  - Sede vacante (1977-1983)
- Tomás Andrés Mauro Muldoon, O.F.M. † (1 de febrero de 1983-2 de febrero de 2012 renunció)
- José Bonello, O.F.M., por sucesión el 2 de febrero de 2012